# Lappenbaum

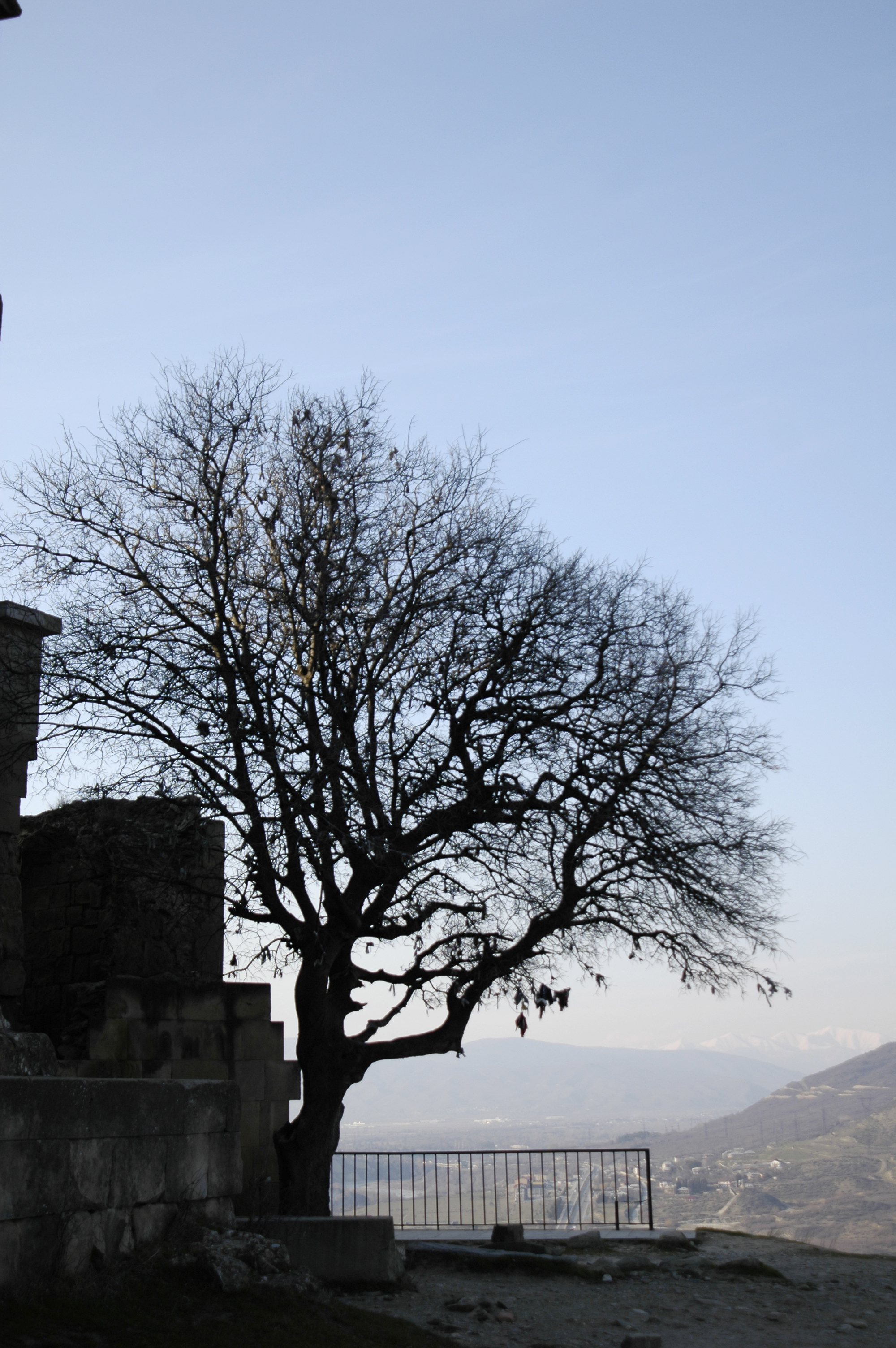
Lappenbaum im Dschwari Kloster, Mzcheta, Georgien

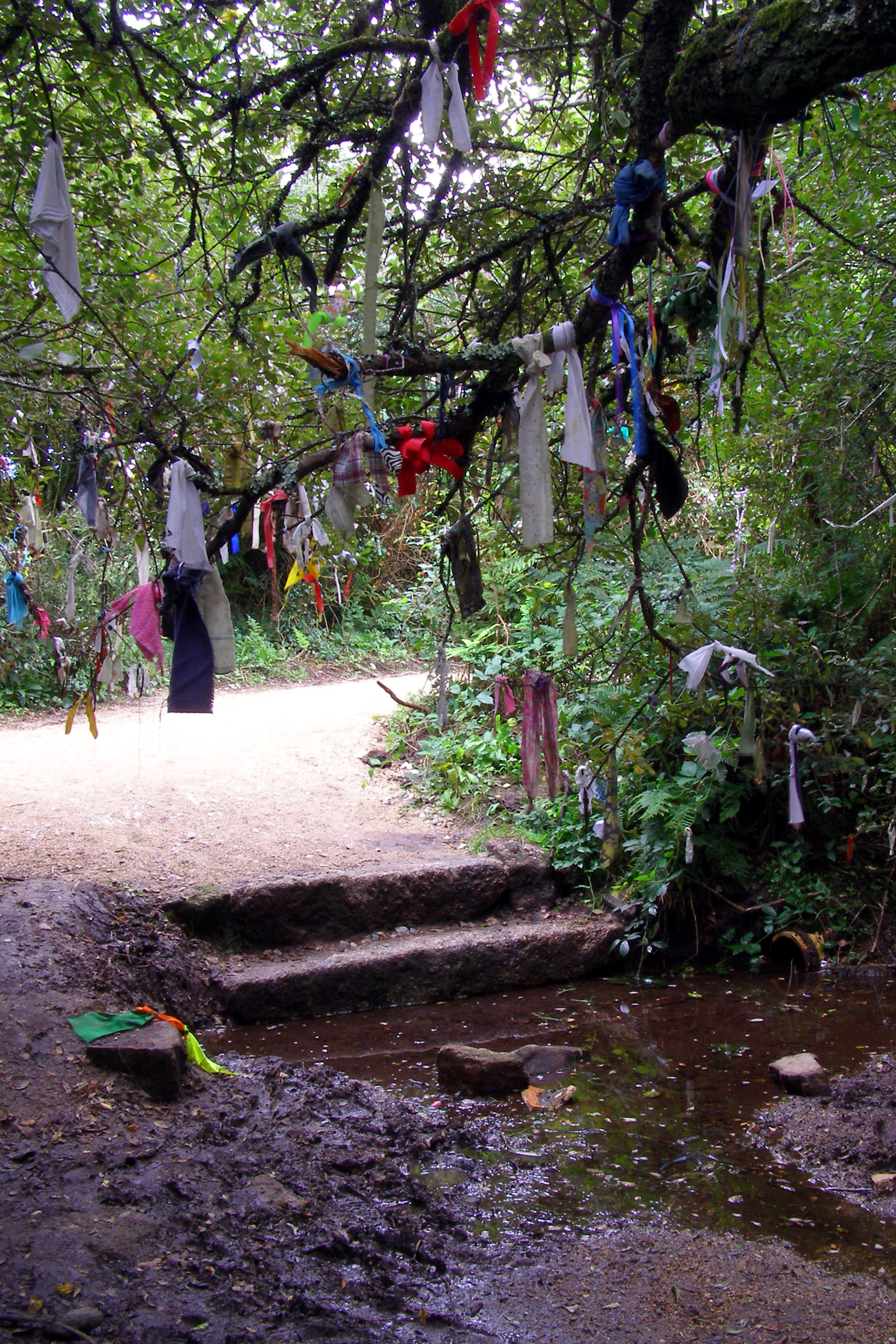
Ein Lappenbaum (Clootie tree) an der Madron Well in Cornwall

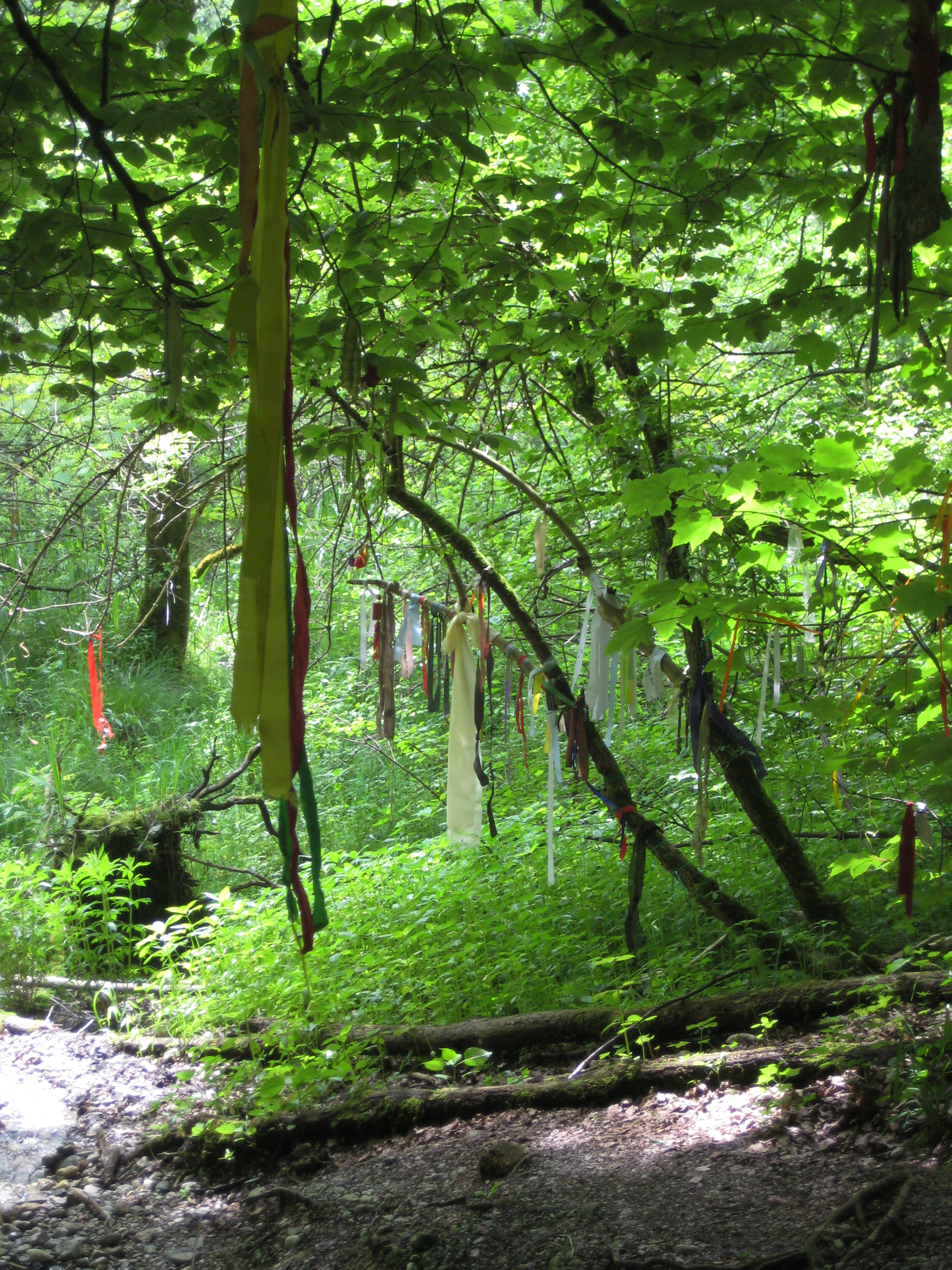
Lappen an der Drei Bethen-Quelle bei Starnberg

Als Lappenbaum, auch Lumpenbaum, bezeichnet man einen mit Stofffetzen behängten Baum. Die Lappen können angebracht werden, weil man sich ein Wunder erhofft, meist Heilung von einer Krankheit, oder als Erinnerung an ein bereits erfolgtes Wunder.
Oft stehen sie an einem besonderen Ort wie einer heiligen Quelle, einer Kirche oder Kapelle oder einem islamischen Heiligtum.

## Merkmale
Lappenbäume sind unter anderem aus Bayern, Ungarn, Siebenbürgen, Griechenland, Zypern, Kleinasien, Palästina, Algerien und Indonesien bekannt.
Lappenbäume können bei heiligen Quellen (in Irland werden diese manchmal, nach dem Baum, als Clootie Wells bezeichnet), Kapellen, Kirchen, Wallfahrtsorten, Heiligtümern oder Grabmalen stehen. ten Kate berichtet von Lappenbäumen bei Qubbas und heiligen Brunnen in Algerien. Sie waren mit Tuch- und Leinwandstreifen, manchmal auch Wachskerzen behängt. Der Brunnen bei Médéa schenkte Frauen Kindersegen. Auf Zypern sind Lappenbäume an Katakomben, auf Friedhöfen bekannt, bei einem Lochstein und vor Höhlen bekannt.
In Kleinasien finden sich Lappenbäume ebenfalls in der Nähe von Heiligengräbern.
In Palästina wurden vor allem grüne und weiße Lappen verwendet, in Syrien und auf Zypern weiße. Auch Heilige Bäume wurden genutzt, in Nordafrika oft verkrüppelte Bäume (Marabutbäume). Neben Lappen kommen vereinzelt Haare vor.
Durch die Verwendung synthetischer Textilien, die nicht oder nur teilweise verrotten, entstehen zunehmend Umweltprobleme.
Lappenbäume können lebend oder tot sein. Es wurden meist Bäume genutzt, die einzeln stehen und weithin sichtbar sind.
In Irland wird oft ein Weißdorn ausgewählt,. Auf Zypern werden nur Laubbäume als Lappenbäume genutzt zum Beispiel Platanen und Terebinthen, aber auch Sträucher wie Brombeeren.

## Deutung
Gustav Jungbauer kennt folgende Gründe, Lappen in einen Baum zu hängen:
- Übertragung von Krankheiten
- Opfer an Baumgötter (Baumkult)
- Schutz vor Schadmagie
- Totenbrauchtum
- Regenzauber
- Erinnerung an Verstorbene

### Übertragung von Krankheiten
Mit den Lappen sollte eine Krankheit von dem Menschen auf den Baum übertragen werden. Es kann sich dabei um Kleidungsstücke des Kranken, Tuchstücke, die mit ihm in Berührung gebracht wurden, oder Pflaster und Verbände handeln. Die Ungarn wickelten bei Kopfweh ein mit Essig getränktes Stoffstück um den Kopf, welches dann vor Sonnenaufgang an Baum gebunden wurde, wobei Segen oder Zauberformeln gesprochen wurden. Auch aus Irland sind Segenssprüche überliefert
Solche Bräuche sind auch gegen Hodenschmerzen, Blatternnarben und chronischen Krankheiten belegt. Alternativ kann ein Kleidungsstück des Kranken am Kreuzweg vergraben werden. Es handelt sich dabei um sympathetische Magie: Wie der Stoff sich zersetzt, so vergeht auch die Krankheit.
Der Baum kann auch aktiv zur Heilung von Krankheiten beitragen, im Kaukasus wurde dem Kranken ein Holzstück eines heiligen Baumes um den Hals gehängt.

### Opfer
Das Aufhängen von Kinderkleidern an einem Baum wird als Ersatz für ein ursprüngliches Menschenopfer gedeutet.
Ludolf Malten sieht im Schmücken von Bäumen im alten Griechenland, etwa durch Aigisthos oder die spartanischen Jungfrauen, eine Erinnerung an einen ursprünglichen Baumkult.
Für Fabridge zeigt das Opfer eines Teils der Kleidung die Bereitschaft an, sich selbst der Gottheit darzubringen.

### Totenbrauchtum
Die Kleidungsstücke von Menschen, die in der Fremde verstorben waren, konnten von den Ungarn an Bäume gehängt oder in den Bergen vergraben werden, damit der zurückkehrende Tote nicht bis zu den Lebenden vordringen konnte. Es scheint sich hier um eine Sonderform des Vampirglaubens zu handeln.
Die Mari vermieden es, Kleidungsstücke eines Toten zu vergraben, und hängten sie stattdessen an Bäume.

## Geschichte
Das Behängen von Bäumen mit Gewebe, Schmuck und Blumenkränzen ist aus der griechischen Überlieferung bekannt.
Ovid berichtet, dass Lappen und Votivtafeln an die Hecke um den heiligen Hain der Diana in Ariccia (Heiligtum der Diana Nemorensis) gehängt wurden.

## Stellung der Kirche
Wie viele abergläubische Bräuche werden auch Lappenbäume durch den orthodoxen Klerus oft geduldet. In Episcopi Kurion wurde ein Lappenbaum aber 1980 im Auftrag der Kirche umgehackt, um den heidnischen Brauch zu beenden.